# HD130841
HD130841 — хімічно пекулярна зоря спектрального класу A3, що має видиму зоряну величину в смузі V приблизно  2,7.
Вона  розташована на відстані близько 77,2 світлових років від Сонця.

## Фізичні характеристики
Зоря HD130841 обертається 
досить швидко 
навколо своєї осі. Проєкція її екваторіальної швидкості на промінь зору становить  Vsin(i)=102км/сек.

## Магнітне поле
Спектр даної зорі вказує на наявність магнітного поля у її зоряній атмосфері.
Напруженість повздовжної компоненти поля оціненої з аналізу
крил ліній Бальмера
становить    0,0± 135,0 Гаус.